# Onthophagus simulator
Onthophagus simulator là một loài bọ cánh cứng trong họ Bọ hung (Scarabaeidae).